# Forces terrestres bulgares
La force terrestre bulgare (bulgare : Сухопътни войски на България) est la composante terrestre des Forces armées bulgares.

## Histoire

### Membre de l'O.T.A.N.
Quartier général (Sofia)

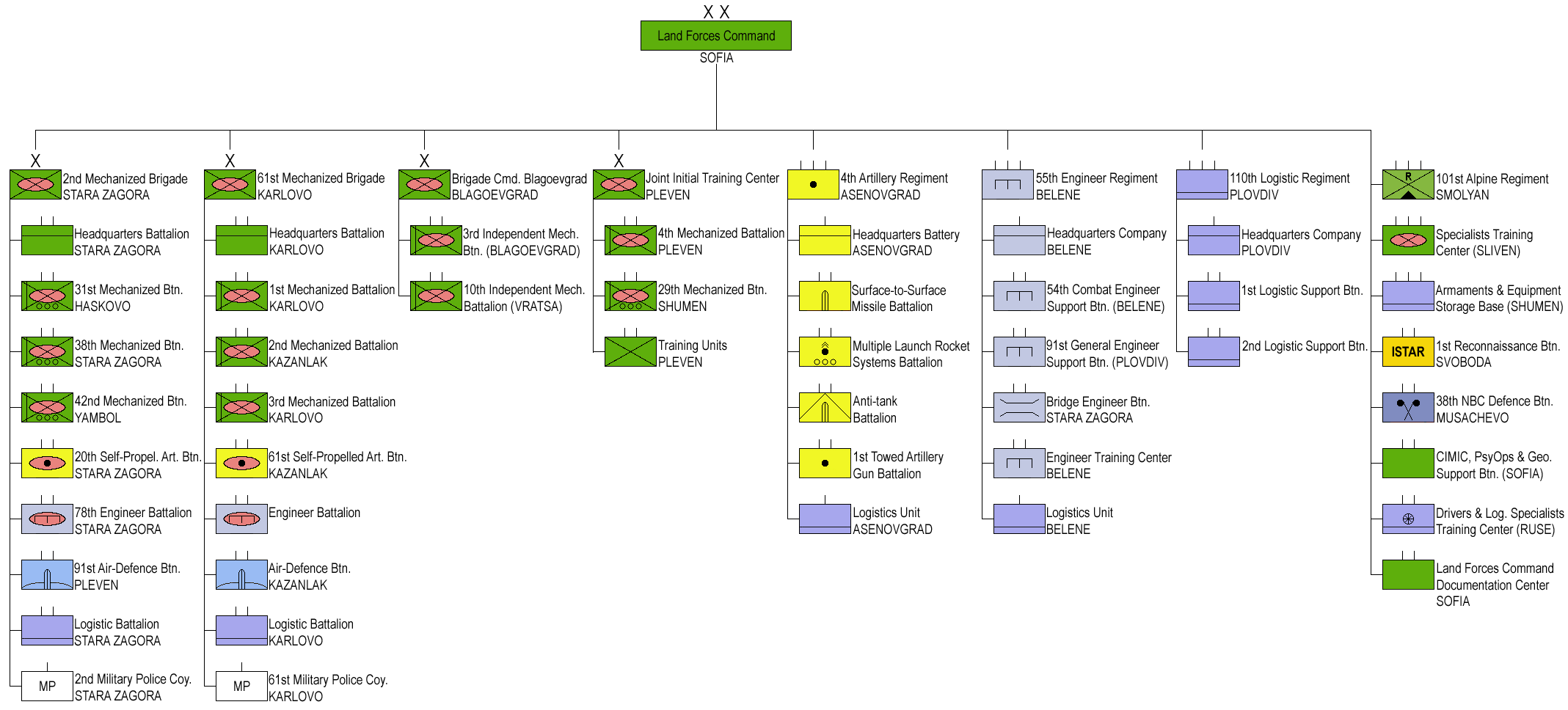
Organigramme.

- unités subordonnée au Q.G. (4 751 personnes)
  - 2e corps d'armée (force de réaction rapide, 9 268 personnes)
  - 1e corps de réserve (3 421 personnes)
  - 3e corps de réserve (4 121 personnes)
  - Opérations spéciales (1 324 personnes)
- 2e brigade mécanisée, Stara Zagora
- 61e brigade mécanisée, Karlovo
- 3e brigade, Blagoevgrad
- 5e brigade, Pleven
- 101e régiment alpin, Smolyan
- 4e régiment d'artillerie, Asenovgrad
- 55e régiment du génie, Belene
- 110e régiment de logistique, Plovdiv
- Centre d'entrainement, Pleven
- Centre d'entrainement, Koren
- Centre d'entrainement, Sliven

### Matériels et modernisation

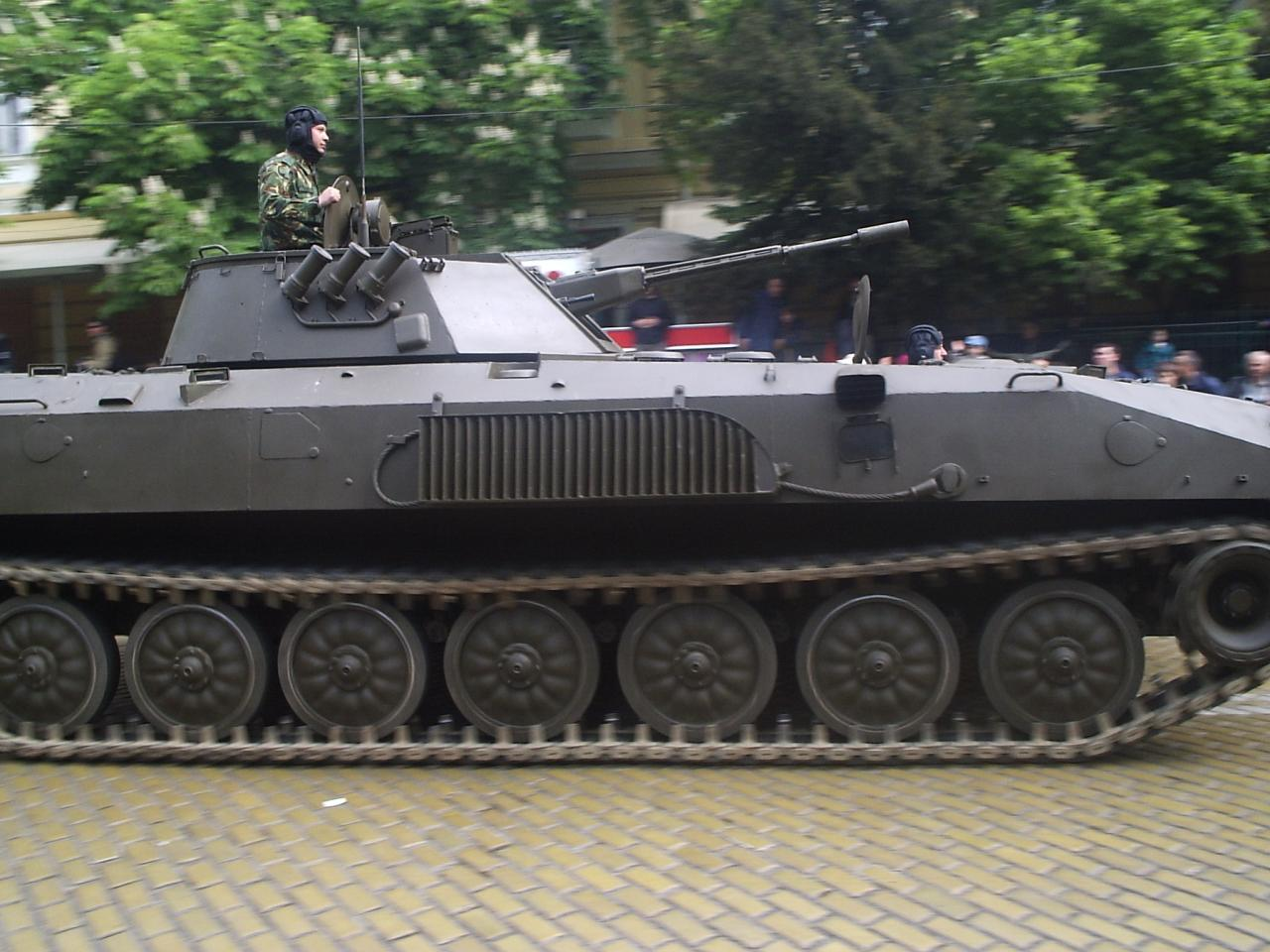
Un BMP-23 bulgare.

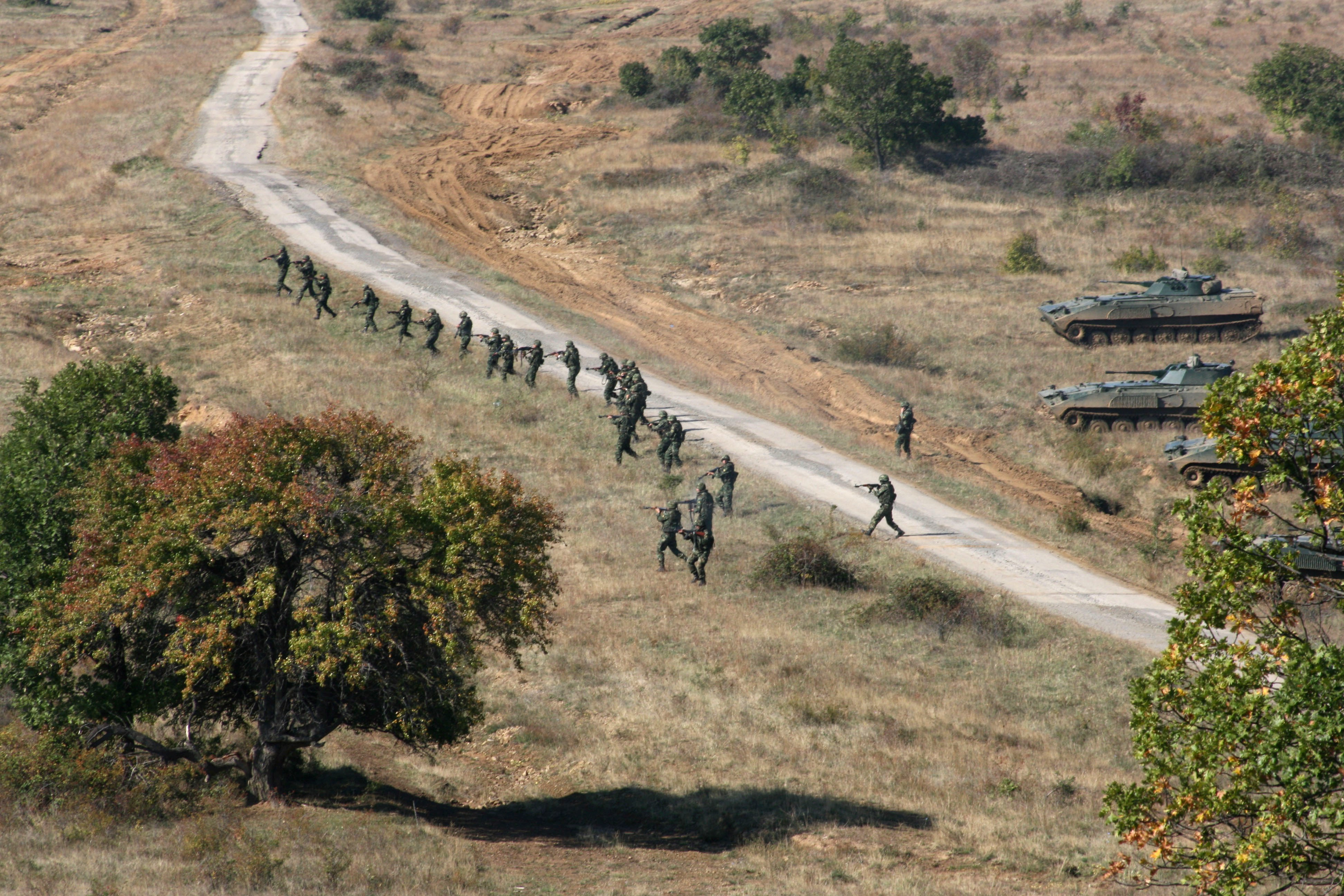
Exercice d'une unité d'infanterie mécanisée bulgare appuyé par des BMP-23 en octobre 2009.

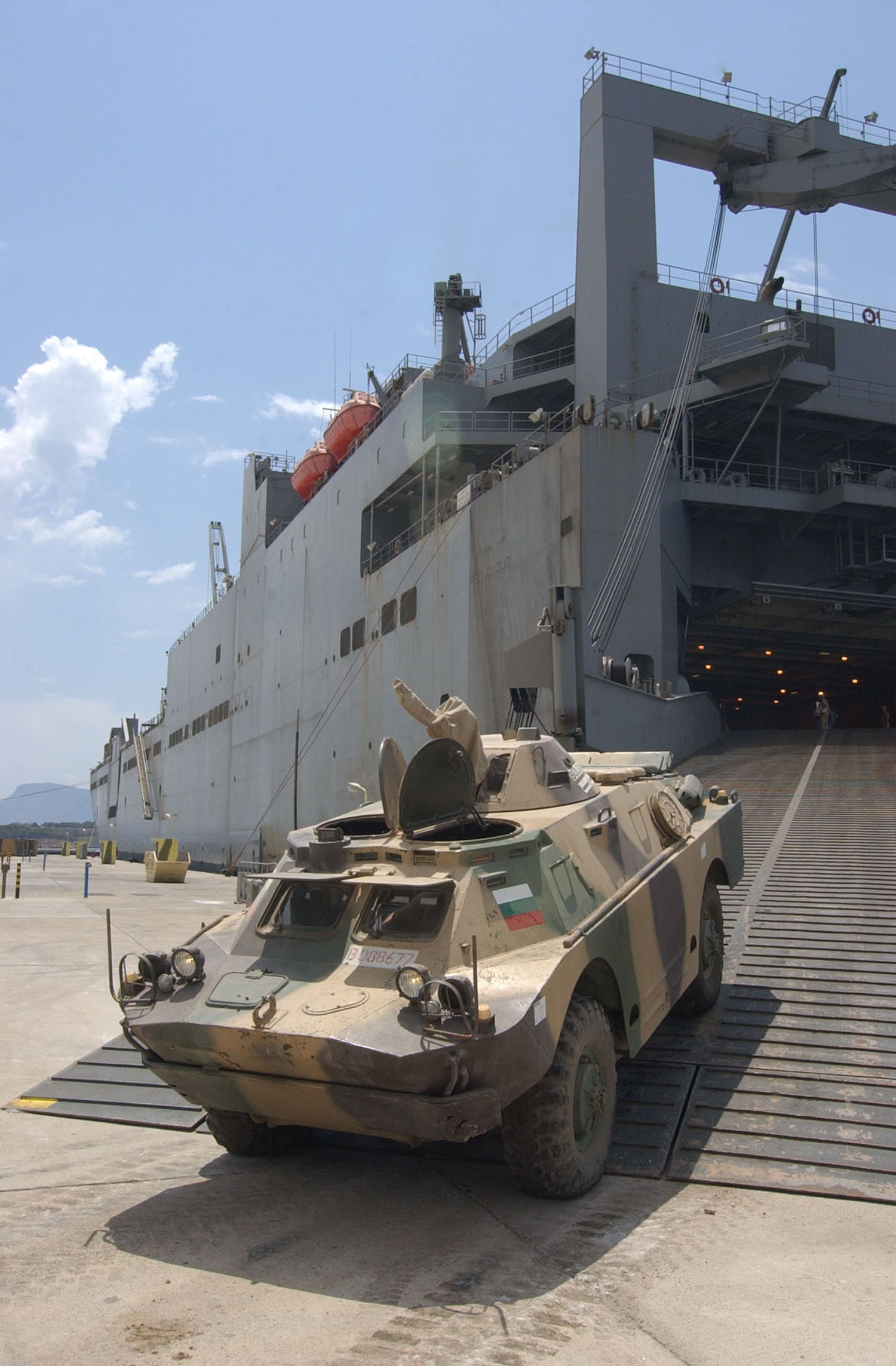
BRDM bulgare en Grèce le 26 mai 2006, après un séjour en Irak.

La Bulgarie détient un arsenal impressionnant, mais il s'agissait, au début des années 2000, en grande majorité de matériels obsolètes, vétustes et non-opérationnels. Un programme de renouvellement du matériel a été débuté en 2020. Une grande partie de cette modernisation est destinée à l'armée de l'air avec l’achat de F-16, à la cybersécurité et à l'intelligence artificielle mais l'armée de terre a pu lancer la modernisation de ses T-72 en partenariat avec Israël, dont 40 seront modernisés en Bulgarie. En décembre 2023 le parlement a également approuvé l'achat de 200 véhicule blindés de transport de troupes Stryker pour un montant de 1,3 milliard de $. Pour tenter de faire face au manque de personnel, l’âge de la retraite et les salaires des militaires ont été relevés, mais plusieurs rôles nécessaires au renforcement des forces armées restent insuffisants.
| Type                                    | Modèle          | Origine                     | Quantité en 1993 | Quantité en 2023 | Remarques                                                    |
| --------------------------------------- | --------------- | --------------------------- | ---------------- | ---------------- | ------------------------------------------------------------ |
| Véhicule de combat blindé               |                 |                             |                  |                  |                                                              |
| Char de combat principal                | T-72M1/M2       | Union soviétique            | 333              | 90               | En cours de modernisation par Elbit Systems.                 |
| Char de combat principal                | T-55            | Union soviétique            | 1277             | N/C              | Encore en service comme véhicule de génie en petite quantité |
| Char de combat moyen                    | T-34            | Union soviétique            | 599              | 0                |                                                              |
| Véhicule de combat d'infanterie         | BMP-1           | Union soviétique            | N/C              | 90               |                                                              |
| Véhicule de combat d'infanterie         | BMP-23 (en)     | Union soviétique - Bulgarie | 114              | 70               | Châssis de 2S1                                               |
| Véhicule blindé de transport de troupes | MT-LB           | Union soviétique            | 1142             | 100              |                                                              |
| Véhicule blindé de transport de troupes | BTR-60          | Union soviétique            | 780              | 20               |                                                              |
| Véhicule utilitaire blindé              | M1117 ASV (en)  | États-Unis                  | 0                | 17               |                                                              |
| Véhicule utilitaire blindé              | Plasan SandCat  | Israël                      | 0                | 27               |                                                              |
| Véhicule de reconnaissance              | BRDM-1/2        | Union soviétique            | 60               | N/C              |                                                              |
| Véhicule anti chars                     | 9P148 Konkurs   | Union soviétique            | N/C              | 24               | BRDM avec 4 missiles 9M113 Konkours prêt à tirer             |
| Véhicule anti chars                     | Su-100          | Union soviétique            | 167              | 0                | 100 mm                                                       |
| Artillerie                              |                 |                             |                  |                  |                                                              |
| Canon anti chars                        | MT-12 Rapira    | Union soviétique            | 200              | 126              |                                                              |
| Canon anti chars                        | D-44 (en)       | Union soviétique            | 150              | 150              | En réserve                                                   |
| Obusier automoteur                      | 2S1 Gvozdika    | Union soviétique            | 692              | 48               | 122 mm                                                       |
| Obusier                                 | D-20            | Union soviétique            | 206              | 24               | 152 mm                                                       |
| Obusier                                 | M1944           | Union soviétique            | 16               | 0                | 100 mm                                                       |
| Obusier                                 | M-30            | Union soviétique            | 344              | 0                | 122 mm                                                       |
| Obusier                                 | M-1931/37       | Union soviétique            | 25               | 0                | 122 mm                                                       |
| Obusier                                 | M-46            | Union soviétique            | 72               | 0                | 130 mm                                                       |
| Obusier                                 | M-1937          | Union soviétique            | 32               | 0                | 152 mm                                                       |
| Lance roquettes multiple                | BM-21           | Union soviétique            | 222              | 24               | 122 mm                                                       |
| Mortier                                 | M-160 (en)      | Union soviétique            | 34               | 0                |                                                              |
| Mortier automoteur                      | Tundza Sani     | Union soviétique - Bulgarie | 359              | 80               | MT-LB avec 2S12 Sani - 120 mm                                |
| Missile balistique courte portée        | 9K79 Tochka     | Union soviétique            | N/C              | N/C              | Portée de 70 km à 185 km                                     |
| Missile balistique courte portée        | FROG-7          | Union soviétique            | 28               | 0                |                                                              |
| Missile balistique courte portée        | Scud            | Union soviétique            | 36               | 0                |                                                              |
| Missile balistique courte portée        | OTR-23 Oka      | Union soviétique            | 8                | 0                |                                                              |
| Défense aérienne                        |                 |                             |                  |                  |                                                              |
| Missile anti aérien courte portée       | 9K33 Osa        | Union soviétique            | N/C              | 24               |                                                              |
| Missile anti aérien courte portée       | S-125           | Union soviétique            | 20               | 0                |                                                              |
| Missile anti aérien courte portée       | 2K11 Kroug      | Union soviétique            | 27               | 0                |                                                              |
| Missile anti aérien courte portée       | 2K12 Koub       | Union soviétique            | 20               | 0                |                                                              |
| Canon antiaérien automoteur             | ZSU-23-4 Shilka | Union soviétique            | N/C              | N/C              | 23 mm                                                        |
| Canon antiaérien                        | ZU-23-2         | Union soviétique            | N/C              | N/C              | 23 mm                                                        |
| Canon antiaérien                        | S-60            | Union soviétique            | N/C              | N/C              | 57 mm                                                        |
| Canon antiaérien                        | KS-12           | Union soviétique            | N/C              | 0                | 85 mm                                                        |
| Canon antiaérien                        | KS-19           | Union soviétique            | N/C              | 0                | 100 mm                                                       |

- fusil d'assaut standard : AK-47
- 200 postes de tir de missiles antichars AT-3/4/5